# Viktor Rydberg
Abraham Viktor Rydberg (Jönköping, 1829. december 18. – Stockholm, 1895. szeptember 21.) svéd író, kultúrtörténész.

## Életpályája
Lundban jogot tanult és 1855-1876-ban a Göteborgs Handelstidning szerkesztőségében dolgozott. Rydberg Olasz- és Franciaországba utazott, s utazásainak eredményét Romerska dagar (Római napok, új kiad. Stockholm 1877) és Romerska sägner om Paulus och Petrus (1874) című műveiben írta meg. Nagy sikert aratott Medeltidens magi (A középkor mágiája) című könyve is. 1877-től tagja volt a svéd tizennyolcak akadémiájának; 1887-ben a szabad művészetek, 1889-től a tudományok akadémiája is tagjává választotta. 1889-ben a művelődéstörténelem tanárává nevezték ki Stockholmba. Rydberg lefordította Goethe Faustját is (1876) és kiadott költeményeket is, amelyeket formájuk szépsége és gondolataik gazdagsága jellemez.

## Művei
- Singvalla (romantikus elbeszélés, 3. kiad. 1876)
- Den siste Athenaren (Az utolsó athéni, 1859, Rydberg főműve, 3. kiad. 1876)
- Bibelns lära om Kristus (A biblia tanítása Krisztusról 1862; az új-luteránus reakció ellen)
- Medeltidens magi (A középkor mágiája, 1873)
- Romerska sägner om Paulus och Petrus (1874)
- Romerska dagar (Római napok, új kiad. Stockholm, 1877)
- Dikter (költemények, 1882 és 1891)
- Undersökningar i germanisk mythologi (Kutatások a germán mitologia köréből, 1884-1889, 2 kötet)
- Fädernas gudasaga (Az atyák istenmondái, 1887)
- Vapensmeden (A fegyverkovács, 1891)